# Sechs Klavierstücke opus 49
Sechs Klavierstücke opus 49 is een compositie van Christian Sinding. Het betreft waarschijnlijk een aantal werkjes, die zijn uitgeverij in Duitsland Wilhelm Hansen Edition bij hem bestelde. De pianowerkjes van Sinding vonden toen gretig aftrek, maar zijn bijna allemaal in de vergetelheid geraakt.
De titels van de zes delen zijn:
1. Präludium  (in allegro moderato); toonsoort G majeur
2. A la minuetto (in allegretto); toonsoort As majeur
3. Concert-étude (agitato); toonsoort Des majeur
4. Humoreske (in allegretto); toonsoort Ges majeur
5. Arabeske (in allegretto); toonsoort Des majeur
6. Pittoreske (allegro ma non troppo); toonsoort Es majeur

Er zijn in 2013 geen opnamen van dit werk beschikbaar.